# 麻黄山乡
麻黄山乡，是中华人民共和国宁夏回族自治区吴忠市盐池县下辖的一个乡镇级行政单位。

## 行政区划
麻黄山乡下辖以下地区：
麻黄山村、松家水村、井滩子村、下高窑村、黄羊岭村、何新庄村、管记掌村、后洼村、包家塬村、李塬畔村、胶泥湾村、唐平庄村和沙崾崄村。